# Château de Devín
Le château de Devín (en slovaque : hrad Devín ou Devínsky hrad ; en hongrois : Dévény ; en allemand : Burg Theben) est une forteresse médiévale située dans le village historique de Devín qui constitue aujourd'hui une partie de Bratislava, la capitale de la Slovaquie. Elle s'élève sur un piédestal rocheux des Petites Carpates en haut de la confluence de la Morava et du Danube.
À l'heure actuelle, le château est constitué essentiellement de ruines. Ayant une forte valeur identitaire pour la Slovaquie, il abrite un musée et des jardins et sert de lieu pour des festivités costumées et des reconstitutions historiques. Le château est depuis 1961 classé monument historique national et appartient aujourd'hui au musée municipal de Bratislava.

## Étymologie
Devín se prononce [ˈɟɛviːn] (soit approximativement « diévine »). Mentionné en latin : Dowina, id est puella en 864, le nom slovaque pourrait provenir de dievča, « fille » (cf. Magdebourg).

## Histoire
Le rocher qu'occupait le château a rempli un rôle stratégique important depuis la préhistoire. Cette immense forteresse représente un des hauts lieux archéologiques de la Slovaquie. Les traces les plus anciennes trouvées remontent à l’année 5000 av. J.-C.
Au cours du Ier siècle av. J.-C., ce territoire était fortement peuplé par les tribus celtes, notamment les Boïens. Pendant la période romaine, il était un point militaire important, situé à la frontière septentrionale (limes) de la province de Pannonie près de la ville de Carnuntum.
Le premier document  à faire mention de la forteresse date de l’année 864 ; il s'agit des Annales de Fulda.
Durant l’empire slave de Grande-Moravie, le château de Devín constitua une position fortifiée frontalière et fut un des centres politiques et administratifs. Certains historiens ont associé le château de Devín à l'ancienne forteresse de Vogastisburg citée au VIIe siècle ; toutefois, aucune preuve archéologique n'a été soumise jusqu'à présent. La forteresse fut possiblement un lieu d'exercice des saints Cyrille et Méthode à partir de 863.

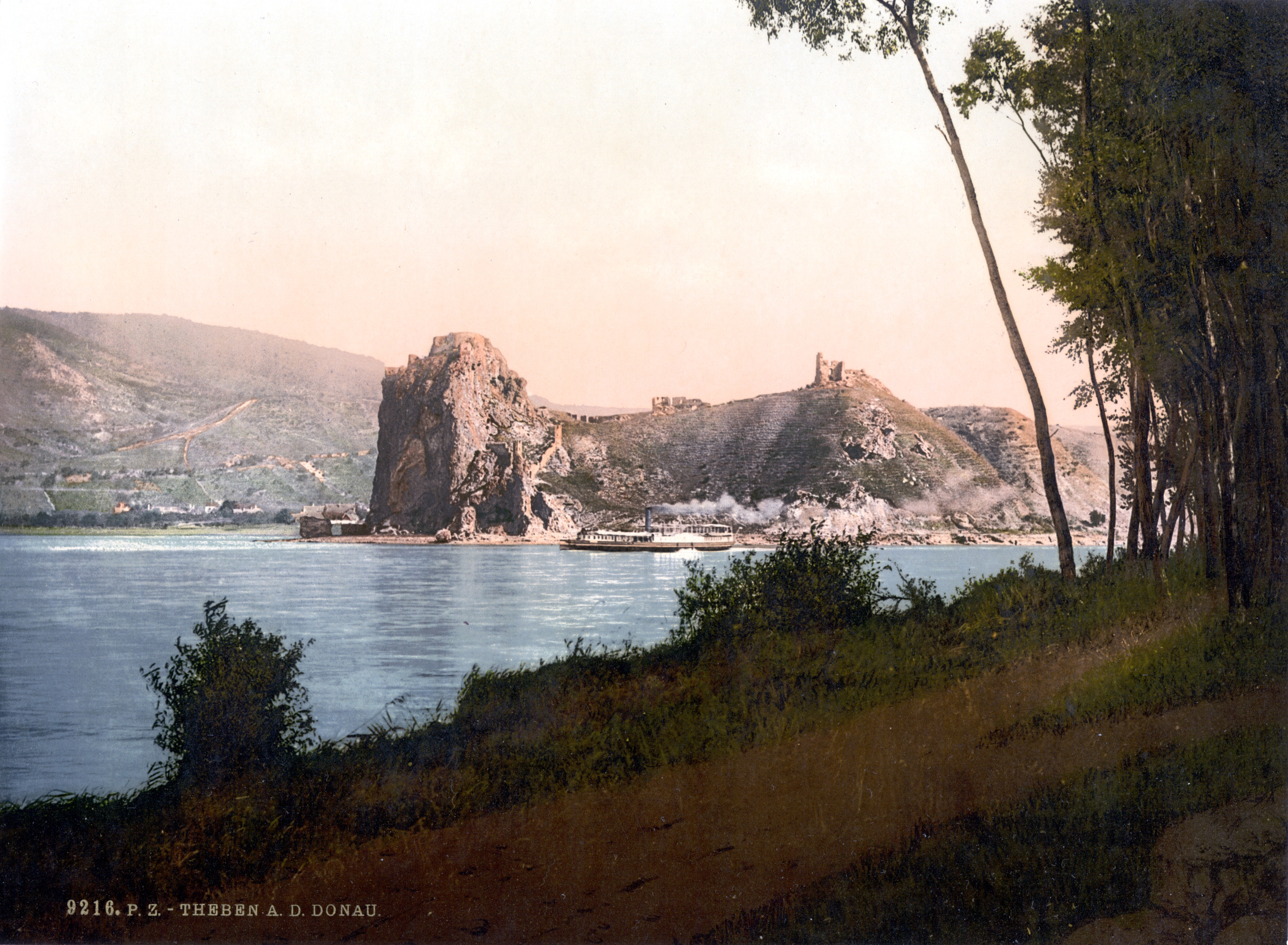
Devín sur le Danube, vers 1900.

Après la chute de l’empire de la Grande Moravie au début du Xe siècle, le château devint un poste frontalier du royaume de Hongrie limitrophe des terres autrichiennes à l'ouest. Plusieurs familles s’y succédèrent : les seigneurs de Gara (1420–1459), les comtes de Svätý Jur et Pezinok (1460–1521), la famille des Báthory (1527–1605) (George Bot de Bélavar et Sycava (1500–1588) en fut le gouverneur) et enfin la famille des Pálffy (1635–1935). En 1809, au cours de la guerre de la cinquième coalition, les troupes de Napoléon le rayèrent de la carte. 
Dans le cadre d'un développement d'une conscience nationale slovaque, l'étudiant Ľudovít Štúr organise la sortie au château de Devín, qui eut lieu le 24 avril 1836. C'est au château qu'il évoque dans son discours l'histoire de la Grande-Moravie, et a récité des poèmes et des chants d'origine slovaque. Le 21 janvier 1935, le château fut cédé par les Pálffy à l'État tchécoslovaque pour la modique somme de mille couronnes.

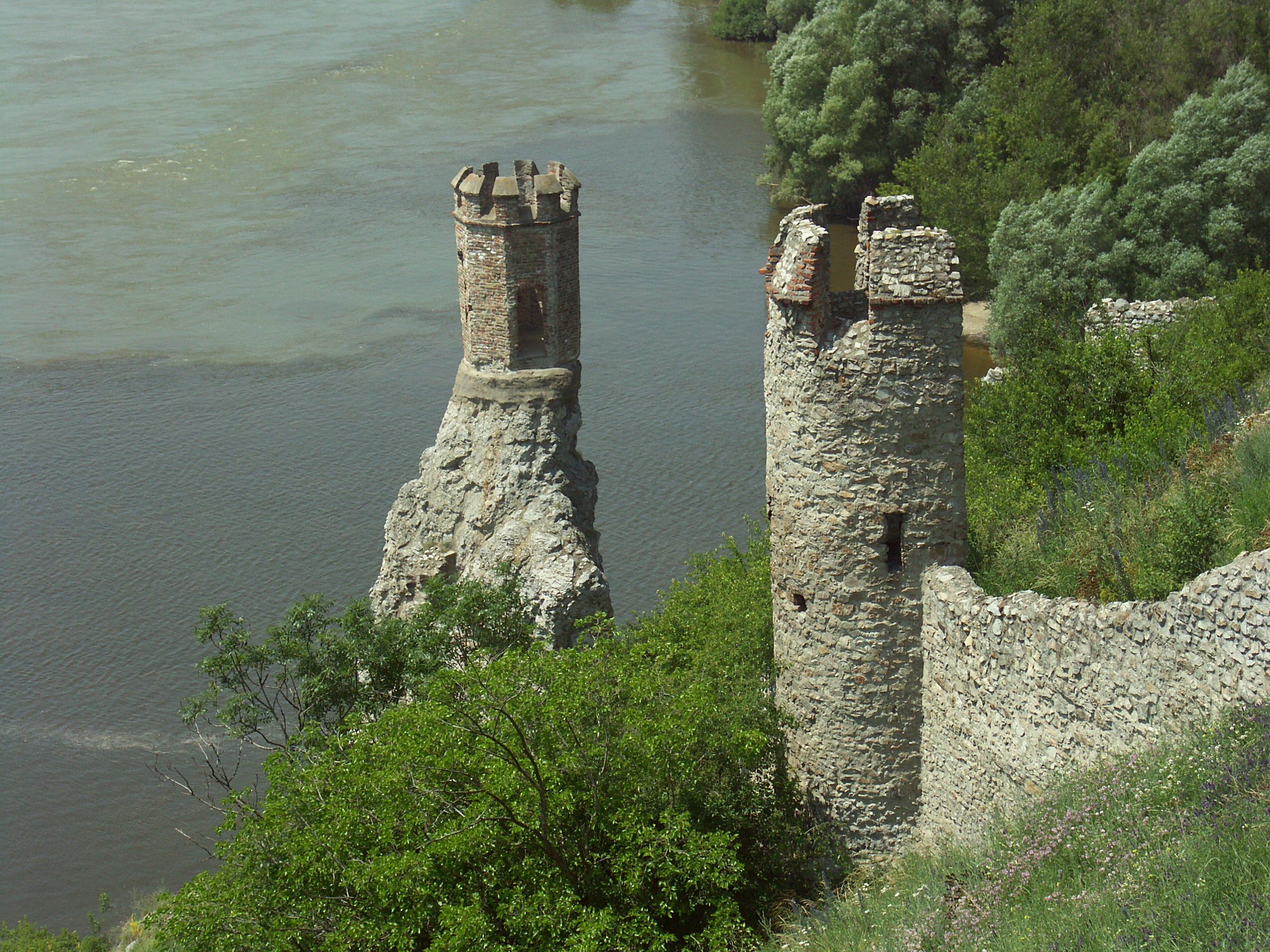
Château de Devín – Tour de la Vierge
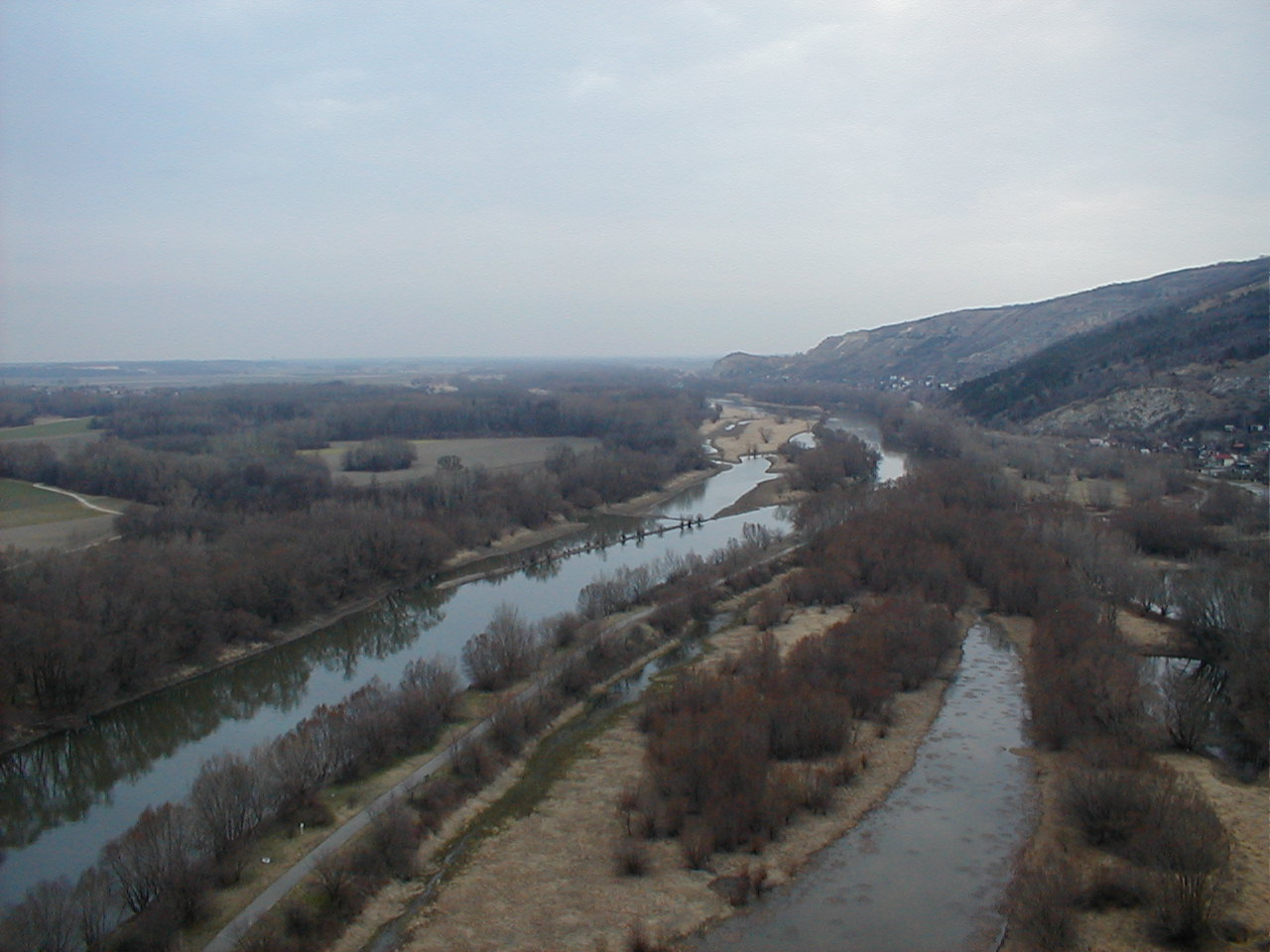
Château de Devín – Vue de la tour
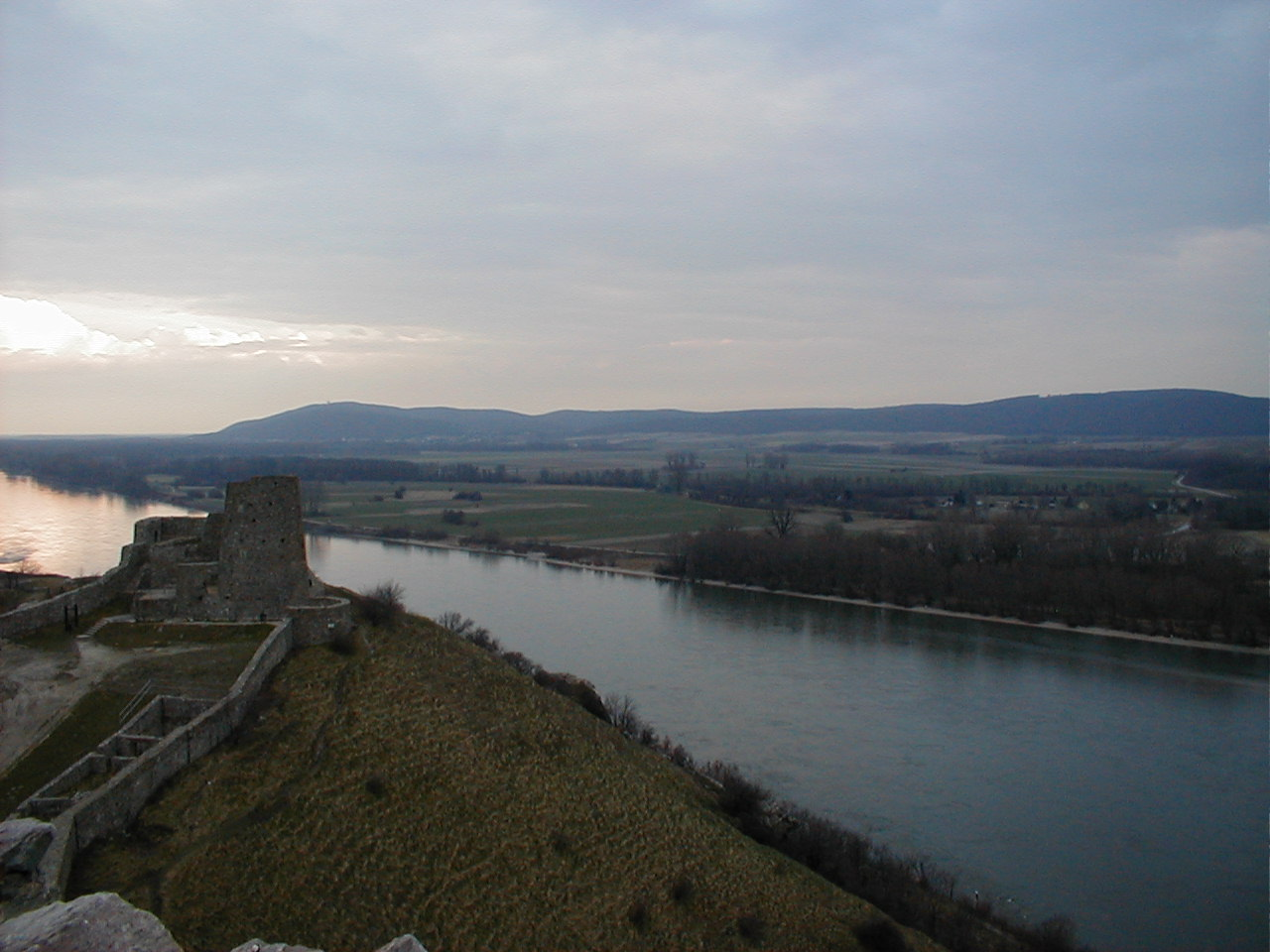
Château de Devín – Vue sur la face autrichienne du Danube
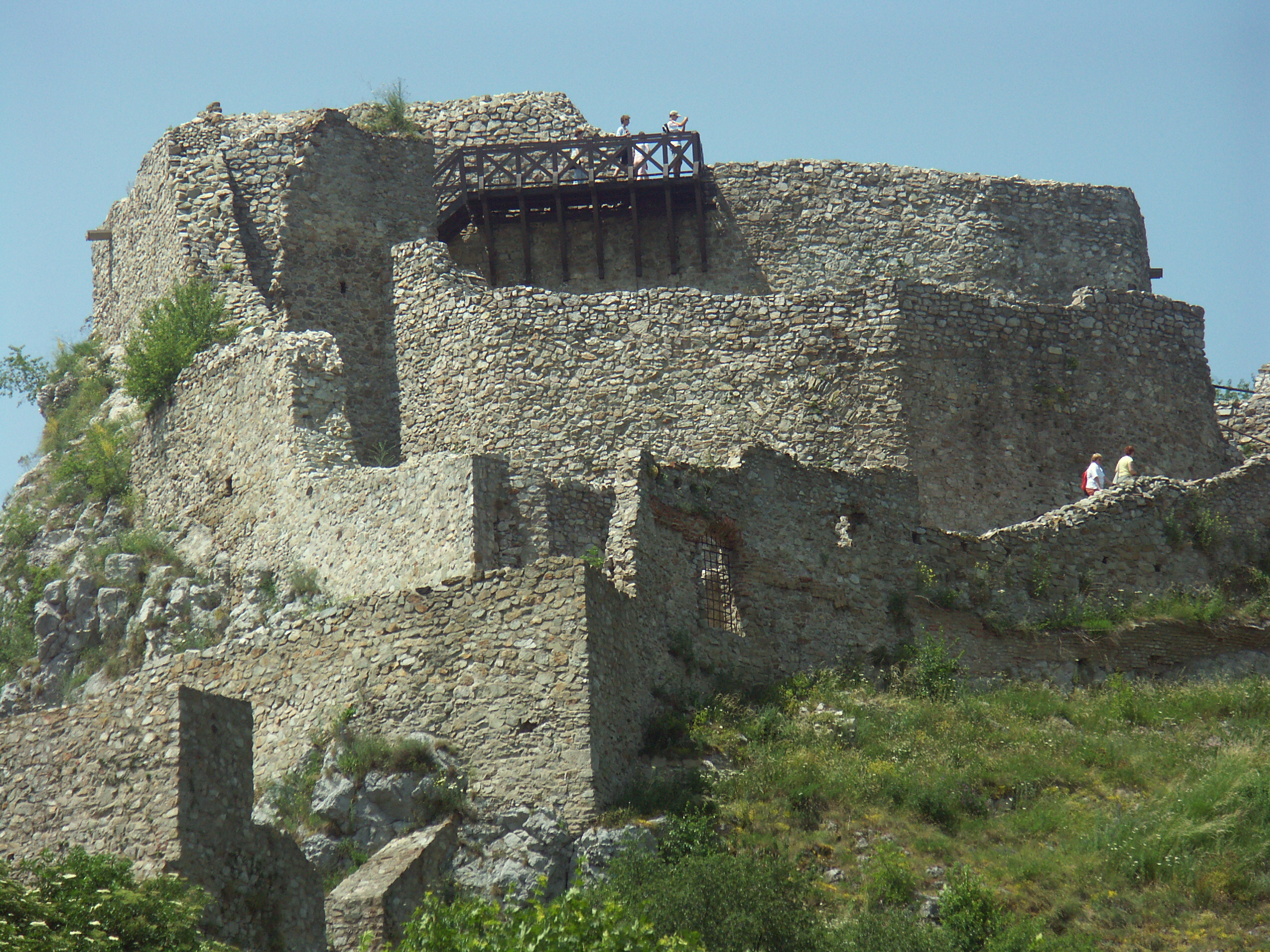
Château de Devín
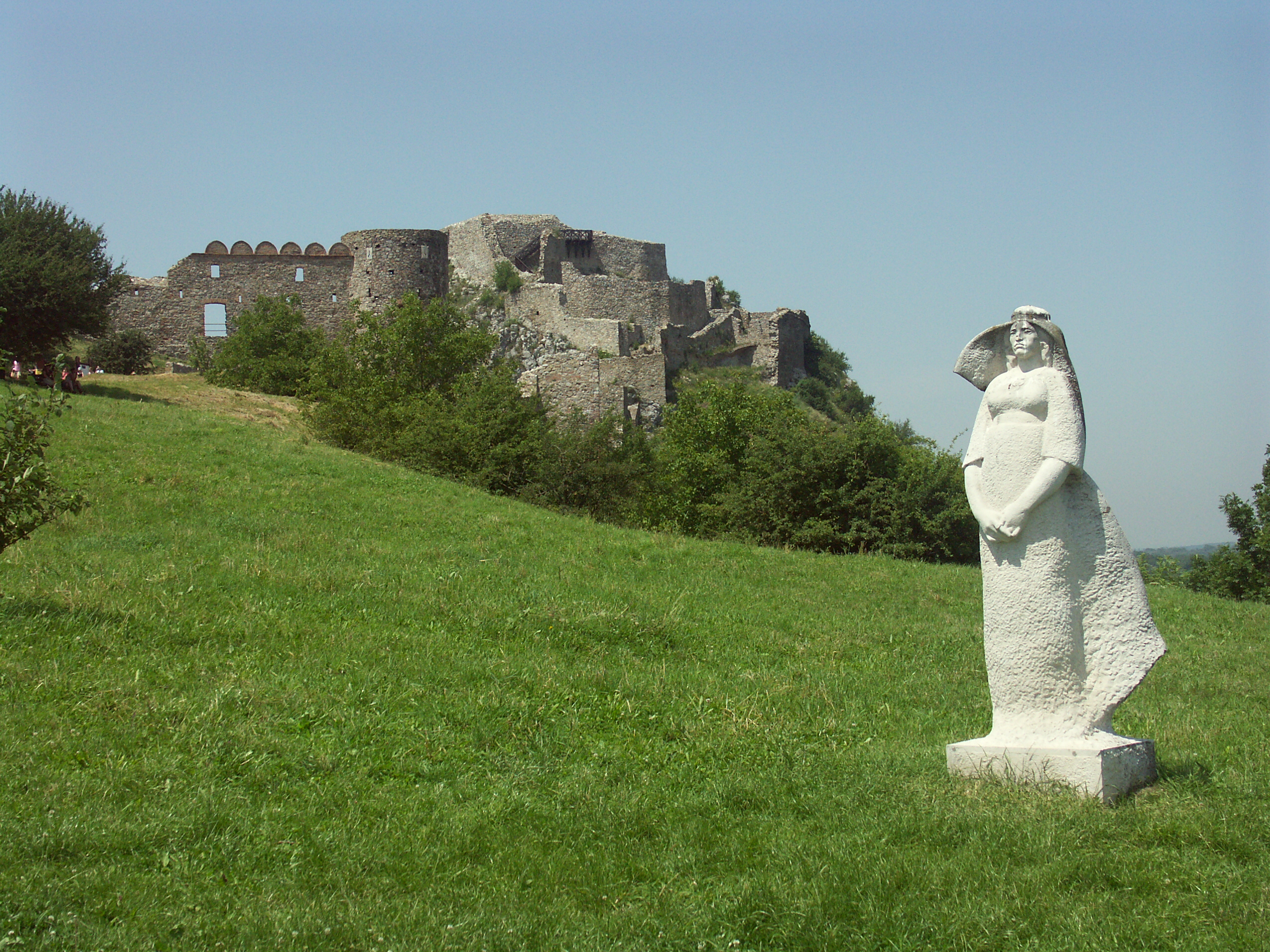
Château de Devín
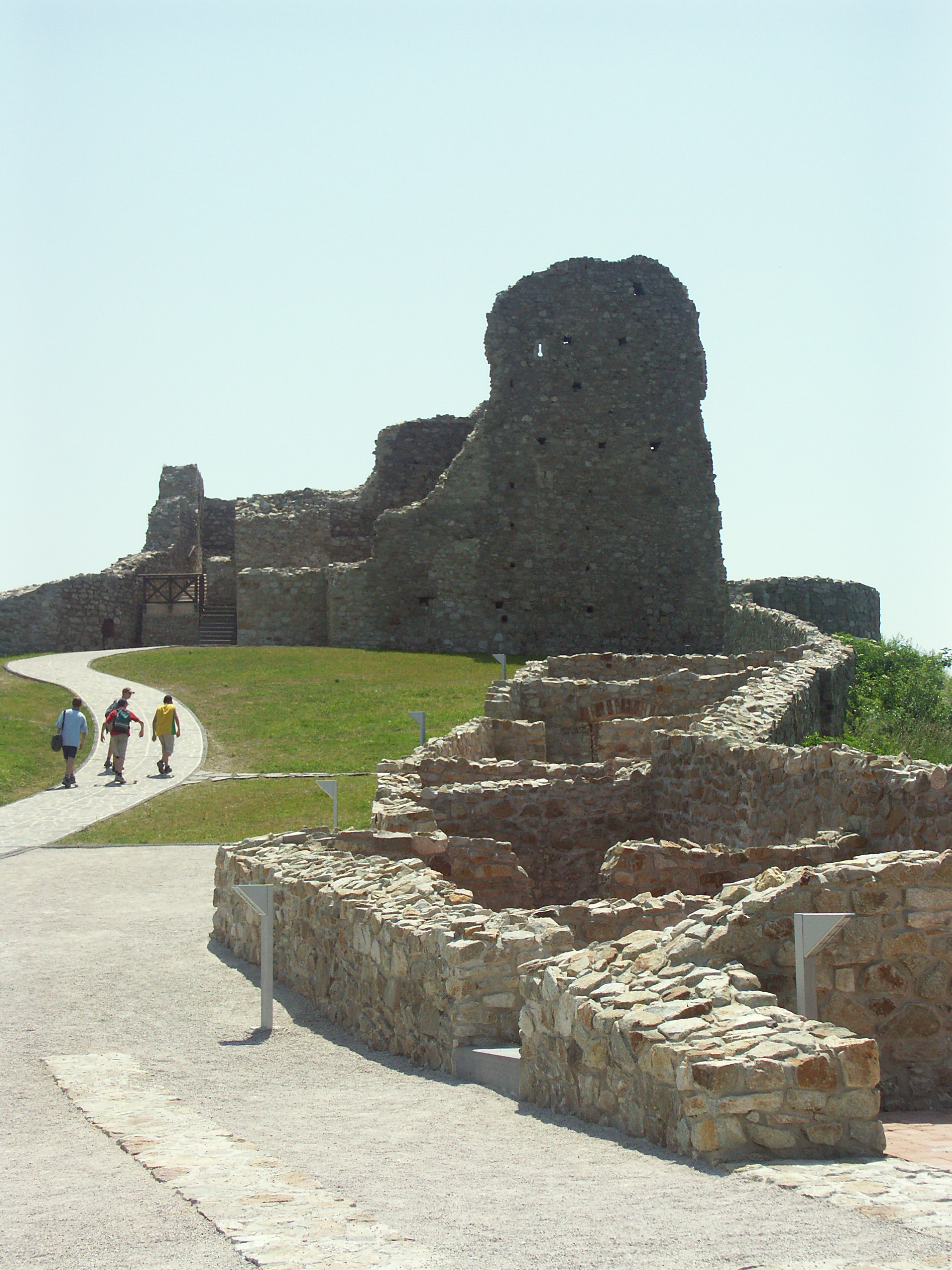
Château de Devín
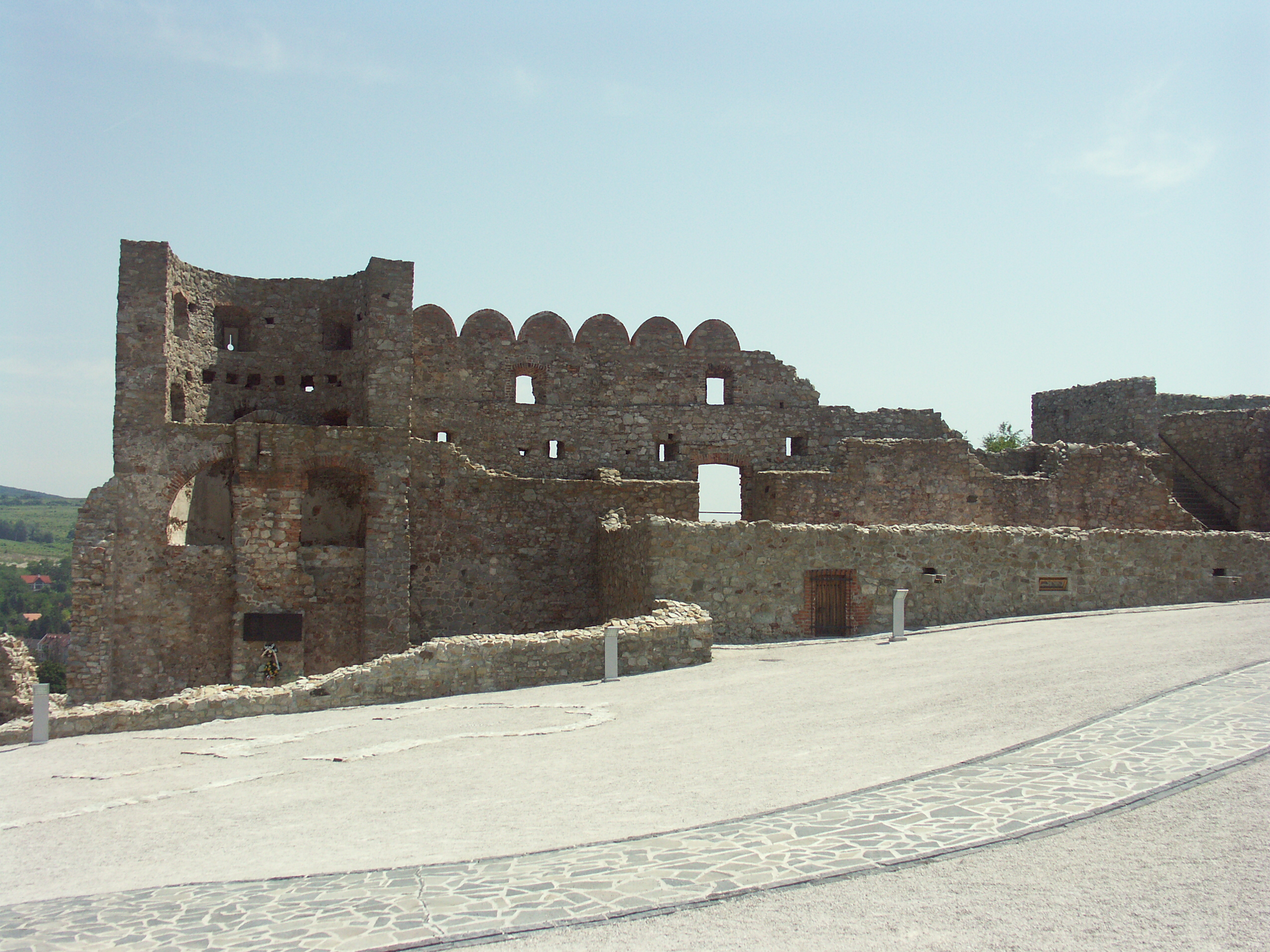
Château de Devín
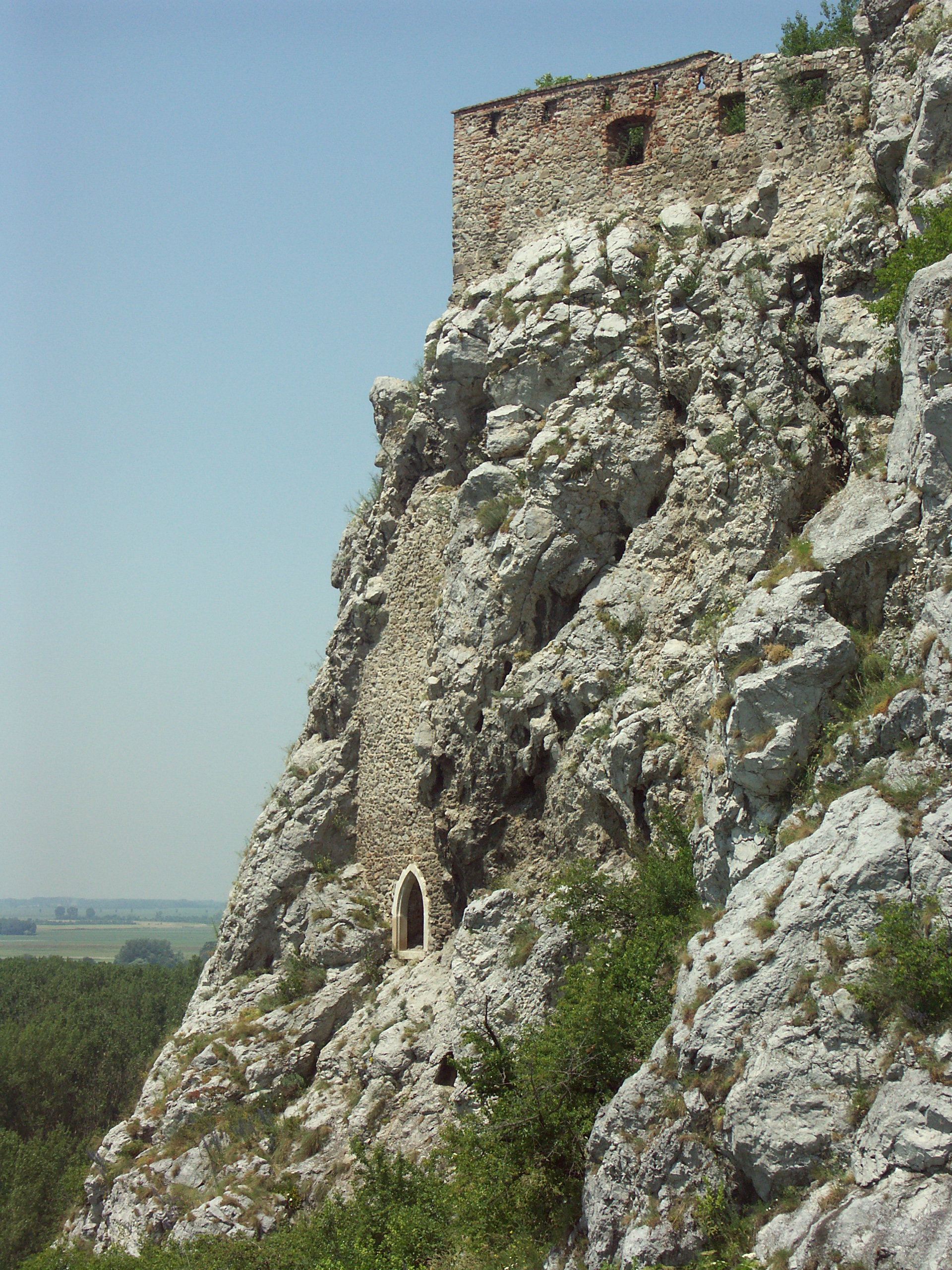
Château de Devín
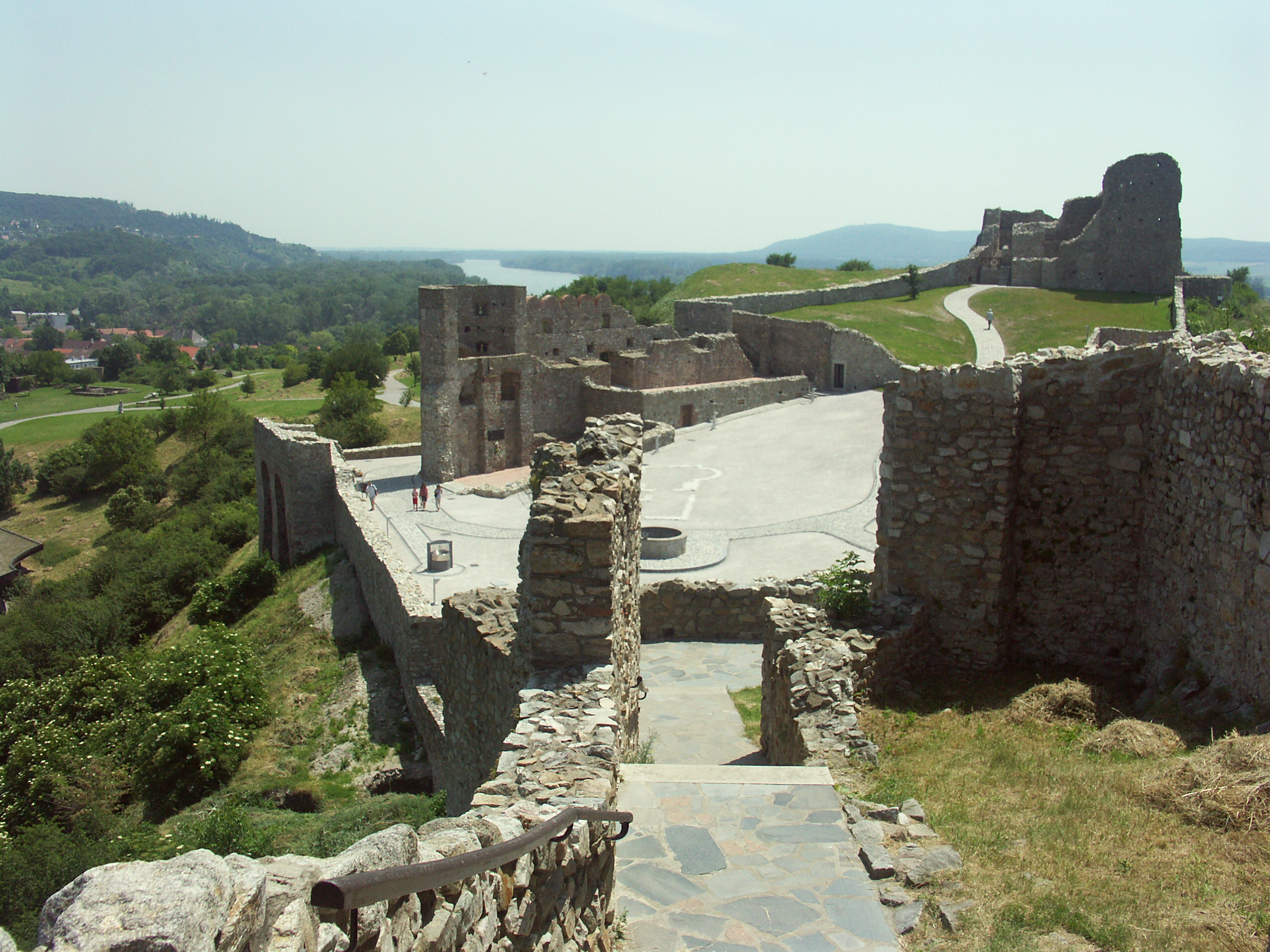
Château de Devín
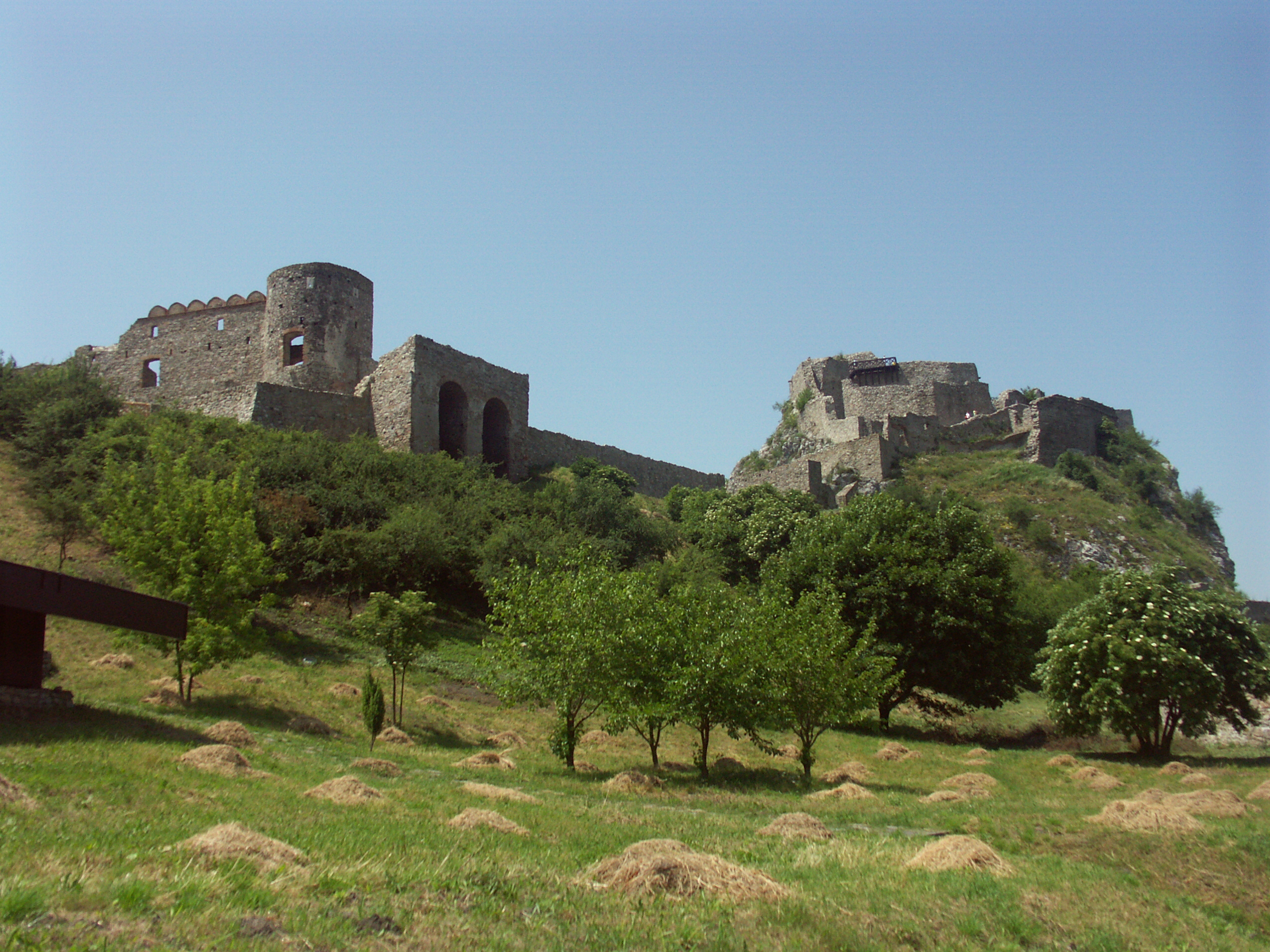
Château de Devín
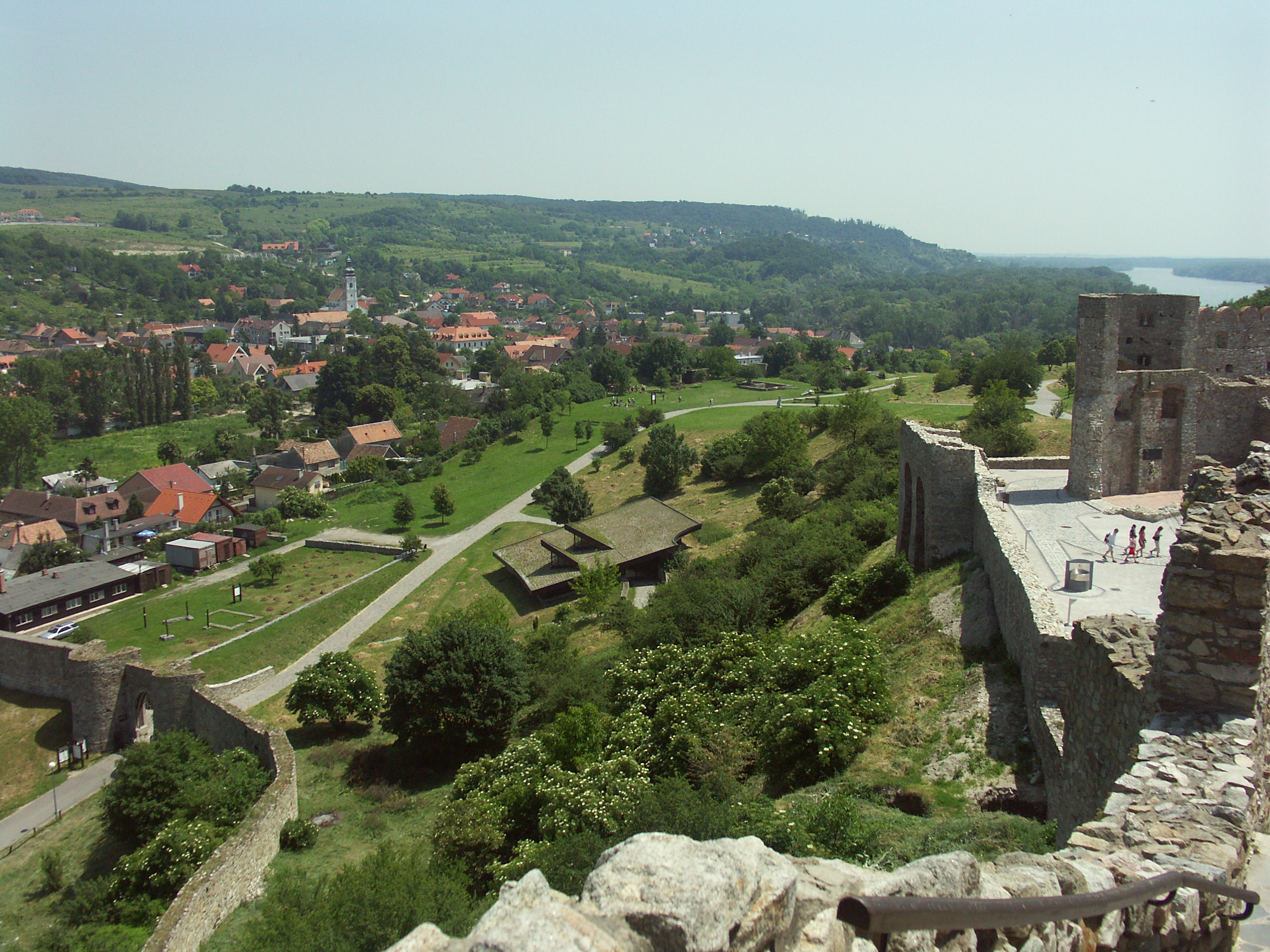
Château de Devín